# Larcasia minor
Larcasia minor är en nattsländeart som beskrevs av Nishimoto in Nishimoto, Tanida, Gall och Minakami 1999. Larcasia minor ingår i släktet Larcasia och familjen grusrörsnattsländor. Inga underarter finns listade i Catalogue of Life.